# René Roemersma
René Roemersma (né le 27 mars 1958 et mort le 17 février 2021) est un militant politique néerlandais, notamment connu pour avoir été membre, dans les années 1980, du groupe anti-apartheid RaRa (en), qui s'en prenait aux entreprises ayant des intérêts en Afrique du Sud.

## Biographie
René Roemersma a été arrêté à Amsterdam le 11 avril 1988, puis condamné le 24 août 1988 à une peine de prison de 5 ans pour plusieurs faits, dont l'incendie d'un supermarché et le sabotage d'une station Shell. Cette peine a été réduite en appel à 18 mois, parce que pendant les enquêtes judiciaires le juge d'instruction n'était pas sur le lieu des recherches. 
Après sa libération, René Roemersma a travaillé à l'Institut Panos à Paris, puis à partir de 2006 pour le Niza (Institut Néerlandais pour l'Afrique du Sud). Il suivait les élections de 2006 en Congo, sur lesquelles il a publié (avec Jolien Schure) le livre Verkiezingen in Congo, over loze beloftes en tellen tot diep in de nacht (en français : Élections au Congo, sur des promesses fausses et compter des votes jusqu'au bout de la nuit)  (ISBN 978-90-78028-10-9)).
En 2007, il était lié au développement du système ALER en Équateur. Ce système radio vise, à l'aide de communications par satellite, à faciliter l'accès des populations du  Tiers Monde au processus électoral.
En 2010, il était salarié de la société néerlandaise Cordaid, entre 2012 - 2016 aussi pour la société néerlandaise Radio la Benevolencija HTF et il travaillait dans le Tiers Monde.